# جاي جاي أوبراين
جاي جاي أوبراين (بالإنجليزية: J. J. O'Brien)‏ مواليد 8 أبريل 1992 في سان دييغو، هو لاعب كرة سلة أمريكي. بدأ مسيرته الاحترافية في سنة 2015. يلعب في دوري الرابطة الوطنية لفئة التطوير. يحمل الرقم 22. يبلغ طوله 6 قدم 7 بوصة (2.0 م). لعب مع يوتا جاز في الدوري الأمريكي لكرة السلة للمحترفين.

## روابط خارجية
- جاي جاي أوبراين على موقع الدوري الأوروبي لكرة السلة (الإنجليزية)
- جاي جاي أوبراين على موقع إن بي أي (الإنجليزية)
- جاي جاي أوبراين على موقع سبورتس رفرنس (الإنجليزية)
- جاي جاي أوبراين على موقع كرة السلة الأوروبية.كوم (الإنجليزية)
- جاي جاي أوبراين على موقع DraftExpress.com (الإنجليزية)
- جاي جاي أوبراين على موقع إي إس بي إن.كوم (الإنجليزية)
- جاي جاي أوبراين على موقع كلية كرة السلة في سبورتس رفرنس.كوم (الإنجليزية)
- جاي جاي أوبراين على موقع ريلجم (الإنجليزية)
- جاي جاي أوبراين على موقع بروبوليرز (الإنجليزية)
- جاي جاي أوبراين على موقع سبورتس رفرنس (الإنجليزية)